# Lemișciîha, Jașkiv
Lemișciîha (în ucraineană Леміщиха) este o comună în raionul Jașkiv, regiunea Cerkasî, Ucraina, formată numai din satul de reședință.

## Demografie
Componența lingvistică a comunei Lemișciîha
     Ucraineană (98,17%)
     Rusă (1,34%)
     Alte limbi (0,49%)
Conform recensământului din 2001, majoritatea populației comunei Lemișciîha era vorbitoare de ucraineană (98,17%), existând în minoritate și vorbitori de rusă (1,34%).